# Рамакришнан, Майтреи
Майтре́и Рамакри́шнан (там. மைத்ரேயி ராமகிருஷ்ணன்; англ. Maitreyi Ramakrishnan; род. 28 декабря 2001 года, Миссиссога, Онтарио, Канада) — канадская актриса, наиболее известная по роли Деви Вишвакумар в молодёжном комедийном сериале Netflix «Я никогда не…» (2020).

## Биография
Рамакришнан родилась и выросла в Миссиссоге, Онтарио в семье тамильского происхождения. Её родители, уроженцы Шри-Ланки Рама Сельвараджа и Кирутиха Кулендирен, иммигрировали в качестве беженцев в Канаду во время гражданской войны на Шри-Ланке. Сама Майтреи считает себя скорее канадской тамилкой, чем ланкийкой. У неё также есть брат по имени Вишва.
Учась в старших классах, начала играть в школьных спектаклях и мюзиклах. Участвуя в школьной постановке «Чикаго» в главной роли Вельмы Келли, Рамакришнан решила связать свою судьбу с актёрством. В 2019 году, после окончания средней школы Медоувейла, она собиралась поступать в Йоркский университет на курс театрального искусства, но отложила поступление в связи с получением главной роли в новом сериале Netflix «Я никогда не…». В 2022 году поступила в Йоркский университет, где изучает права человека и социальное равенство.

## Карьера
В апреле 2019 года Майтреи увидела в социальных сетях объявление Минди Калинг о кастинге и решила пройти прослушивание. В конечном итоге, она была выбрана из 15 000 претендентов на главную роль в сериале «Я никогда не…». Премьера сериала состоялась 27 апреля 2020 года на Netflix. 8 марта 2022 года сериал был продлён на четвёртый сезон, который стал последним. За эту роль была номинирована на премию «Независимый дух» в категории «Лучшая женская роль в новом сериале».
В июне 2024 года было объявлено, что Майтреи появится в предстоящем фильме «Чумовая пятница 2».

## Фильмография
| Год       |    | Русское название                      | Оригинальное название          | Роль               |
| --------- | -- | ------------------------------------- | ------------------------------ | ------------------ |
| 2020      | с  | Действие во имя дела                  | Acting for a Cause             | Оливия             |
| 2020—2023 | с  | Я никогда не…                         | Never Have I Ever              | Деви Вишвакумар    |
| 2022      | мф | Я краснею                             | Turning Red                    | Прия (озвучивание) |
| 2022—2023 | мс | My Little Pony: Зажги свою искорку    | My Little Pony: Make Your Mark | Зипп Сторм         |
| 2022—2025 | мс | My Little Pony: Расскажи свою историю | My Little Pony: Tell Your Tale | Зипп Сторм         |
| 2025      | ф  | —                                     | Slanted                        | Бринда             |
| 2025      | ф  | Чумовая пятница 2                     | Freakier Friday                |                    |

## Награды и номинации
Полный список наград и номинаций на IMDb.
| Награда                  | Год  | Категория                           | Работа        | Результат |
| ------------------------ | ---- | ----------------------------------- | ------------- | --------- |
| Премия «Независимый дух» | 2021 | Лучшую женская роль в новом сериале | Я никогда не… | Номинация |
| MTV Movie & TV Awards    | 2021 | Лучший поцелуй                      | Я никогда не… | Номинация |
| People’s Choice Awards   | 2022 | Любимая комедийная актриса ТВ       | Я никогда не… | Номинация |
| People’s Choice Awards   | 2022 | Любимая актриса ТВ                  | Я никогда не… | Номинация |